# Сондхайм, Стивен
Сти́вен Джо́шуа Со́ндхайм (англ. Stephen Joshua Sondheim; 22 марта 1930[…], Манхэттен, Нью-Йорк — 26 ноября 2021, Роксбери) — американский композитор, поэт и драматург, автор многих бродвейских мюзиклов. Лауреат премии «Оскар» в номинации «Лучшая песня к фильму» (в 1991 году, за музыку и слова к песне «Sooner or Later (I Always Get My Man)» из фильма «Дик Трейси»). Композиция была записана американской певицей Мадонной в 1990 году специально для киноленты. Всего Сондхайм написал пять произведений для этого фильма и два для Мадонны в частности.

## Биография и карьера
Стивен Сондхайм является автором 20 оригинальных мюзиклов, поставленных на Бродвее с 1954 по 2008 год. Мюзикл Стивена «В лес» (англ. Into The Woods) был поставлен в 1987 году и получил три премии «Тони». В 2014 году мюзикл был экранизирован студией Walt Disney Pictures, получив название «Чем дальше в лес…». В главных ролях в кинопостановке снялись Анна Кендрик, Джеймс Корден, Эмили Блант и Мерил Стрип. Последняя была номинирована на премию «Оскар» за роль ведьмы как лучшую женскую роль второго плана. Сондхайм принял участие в экранизации своего мюзикла на правах композитора, написав несколько новых песен специально для киноверсии.
Стивен является рекордсменом премии «Тони», получив за свою карьеру 8 наград, включая премию за жизненные достижения в театральном искусстве, врученную ему в 2008 году. Также композитор имеет восемь премий «Грэмми», Пулитцеровскую награду, Премию Лоренса Оливье и Президентскую медаль Свободы (2014).
Ещё при жизни Сондхайма в его честь были названы театры на Бродвее и в Вест-Энде.
Скончался 26 ноября 2021 года в своём доме в Роксбери (штат Коннектикут) на 92-м году жизни, на следующее утро после празднования Дня благодарения.